# Палаццо Контарини-Пизани
Палаццо Контарини-Пизани (итал. Palazzo Contarini Pisani) — дворец в Венеции, расположенный в сестиере (районе) Каннареджо на берегу Гранд-канала рядом с Палаццо Болдо-а-Сан-Феличе.

## История и архитектура
Датируемый XVI веком, дворец принадлежал семье Контарини, которая хотела объединить его с соседним зданием, но это не было реализовано. Отчасти поэтому палаццо выглядит прозаично и внешне ничем не примечательно. Четырёхэтажное здание имеет полукруглый арочный портал с выходом к воде, обрамлённый двумя прямоугольными и двумя квадратными оконными проёмами, и рустику по углам. Первый этаж отделён от верхних массивным карнизом, превращающим этаж в подобие лоджии. Строенные окна посередине подчёркивают центральную ось композиции. Все проёмы обрамлены истрийским известняком; угловые камни по обеим сторонам фасада также выполнены из этого материала до середины второго этажа. С правой стороны первый этаж завершается одинокой, странной по пропорциям, но типично венецианской колонной с причудливой капителью.